# Kurt Pongratz
Kurt Pongratz (* 2. März 1958 in Mödling) ist ein österreichischer Fernsehregisseur.

## Leben
Kurt Pongratz maturierte 1976 am Bundesoberstufenrealgymnasium (BORG) in Güssing.
Er inszenierte Fernsehsendungen für Sender wie den ORF, ARD, ZDF, Sat.1, RTL, ServusTV, MTV und Pro Sieben und führte unter anderem beim Musikantenstadl, bei der Harald Schmidt Show, bei Dancing Stars, dem Eurovision Song Contest 2015, Starmania, Let’s Dance, Das Supertalent, Red Nose Day oder den ORF-Sommergesprächen und der Aufzeichnung von Heimspiel 2019 – Andreas Gabalier live in Schladming Regie.
Für den ORF bildete er Fernsehregisseure aus, darunter die Regisseurin Heidelinde Haschek.

## Auszeichnungen
- 2000: Krone der Volksmusik für den Musikantenstadl in Peking
- 2001: Romy in der Kategorie Beste Regie[1]
- 2007: Adolf-Grimme-Preis für Extreme Activity[1][8]
- 2013: Berufstitel Professor[1]
- 2016: Goldener Rathausmann[9]

## Filmografie (Auswahl)
- 1993: Die goldene Schlagerparade
- 1993: Nix is fix
- 2000: Die Harald Schmidt Show
- ab 2000: Musikantenstadl
- 2000–2001: Taxi Orange
- 2002–2021: Starmania
- 2006: Extreme Activity
- seit 2005: Dancing Stars
- 2007–2008: Musical! Die Show
- 2008: Kiddy Contest
- 2010–2011: Helden von morgen
- 2011: Düsseldorf wir kommen!
- 2012: Die große Comedy Chance
- 2013: Fashion Hero
- 2013: Die große Chance
- 2015: Eurovision Song Contest 2015
- seit 2015: Stadlshow[10]
- 2016: Eurovision Song Contest – Wer singt für Österreich?[11]
- 2017: Homo Austriacus – So samma! (Fernsehserie)
- 2019, 2020: Sommergespräche
- 2019: Heimspiel 2019 – Andreas Gabalier live in Schladming
- 2020: Licht ins Dunkel GALA
- Lebensretter – Die Helden Österreichs
- Quizmaster, Quizjagd (für ServusTV)